# جانوران کار

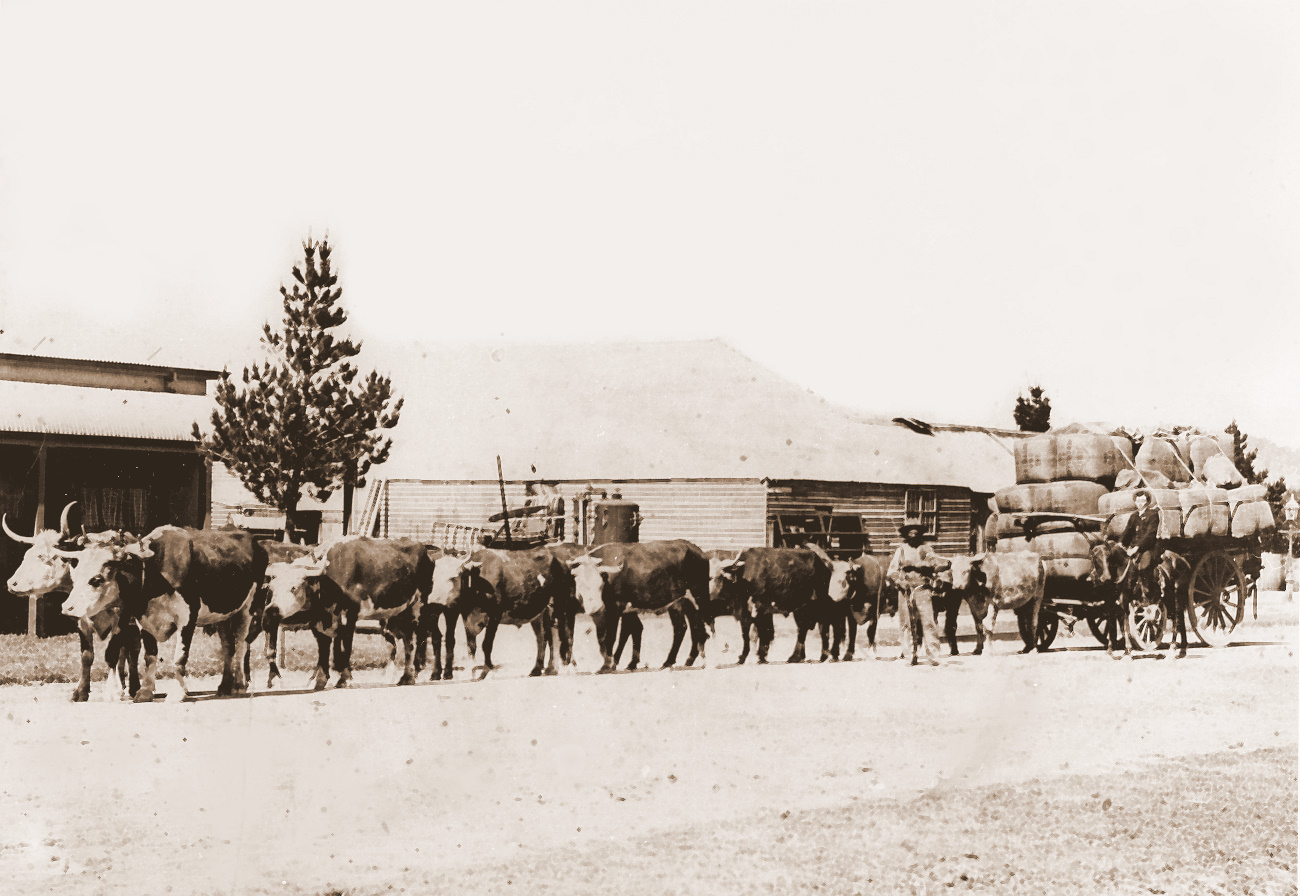
یک تیم گاو نر در حال حمل پشم در نیو ساوت ولز

جانوران کار، جانورانی هستند که معمولاً اهلی شده و توسط انسان نگهداری می‌شوند و به جای کشتن برای برداشت جانوری برای انجام وظایف دیگر آموزش داده می‌شوند. برخی جانوران باری هستند که حمل و نقل و کمک به کار بدنی را فراهم می‌کنند، در حالی که برخی دیگر جانوران خدماتی هستند که برای انجام کارهای تخصصی خاص (مانند سگ راهنما) آموزش دیده‌اند. آن‌ها همچنین ممکن است برای شیردوشی یا گله‌داری استفاده می‌شوند. برخی از آن‌ها در پایان عمر کاری خود ممکن است برای گوشت یا سایر محصولات مانند چرم نیز استفاده شوند.
تاریخچه جانوران کار ممکن است پیش از کشاورزی باشد، با سگ‌هایی که توسط اجداد شکارچی-گردآورنده ما استفاده می‌شد. در سراسر جهان، میلیون‌ها جانور در ارتباط با صاحبان خود کار می‌کنند. گونه‌های اهلی اغلب برای استفاده‌ها و شرایط مختلف، به ویژه اسب‌ها و سگ‌های کار، پرورش داده می‌شوند. جانوران کار معمولاً در مزارع می‌یابند، اگرچه برخی از آن‌ها هنوز از طبیعت صید می‌شوند، مانند دلفین‌ها و برخی از فیل‌های آسیایی.

## نقش‌ها و تخصص‌ها
- حمل و نقل
  - سوار بر جانوران یا کوهان
  - جانوران باربر
  - جانوران یدک‌کش
  - جانوران نگهبان
  - نیروی ثابت ماشینی
  - جانوران برای درمانی
  - جستجو و بازیابی
  - شکار
  - نجات انسان
  - جمع‌آوری غذا
  - کالای قاچاق
- نقش رابط و سازماندهی
  - جانوران کمکی
  - گله‌داری
- کارفرمایان
  - پلیس و ارتش

## نگارخانه

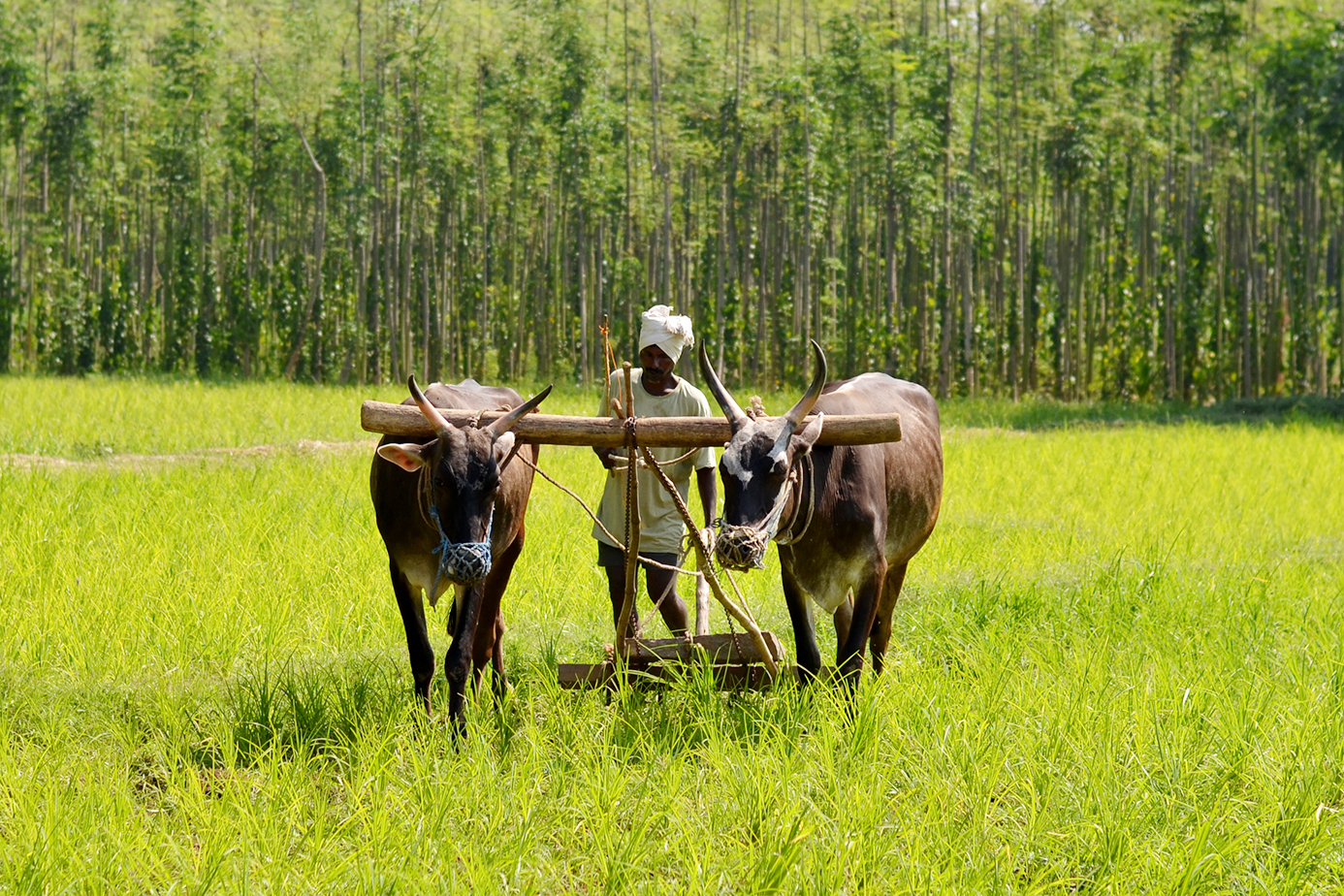
روش‌های کشاورزی سنتی با استفاده از گاو
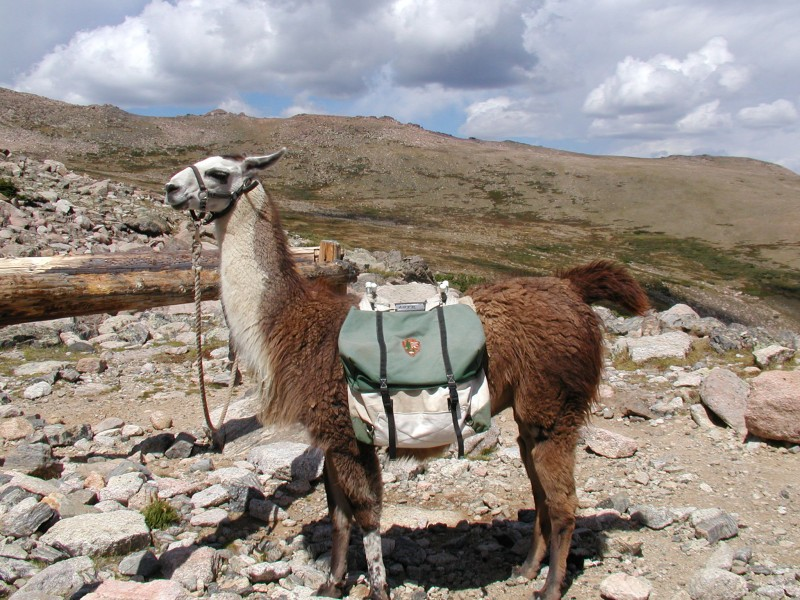
یک لامای باربر
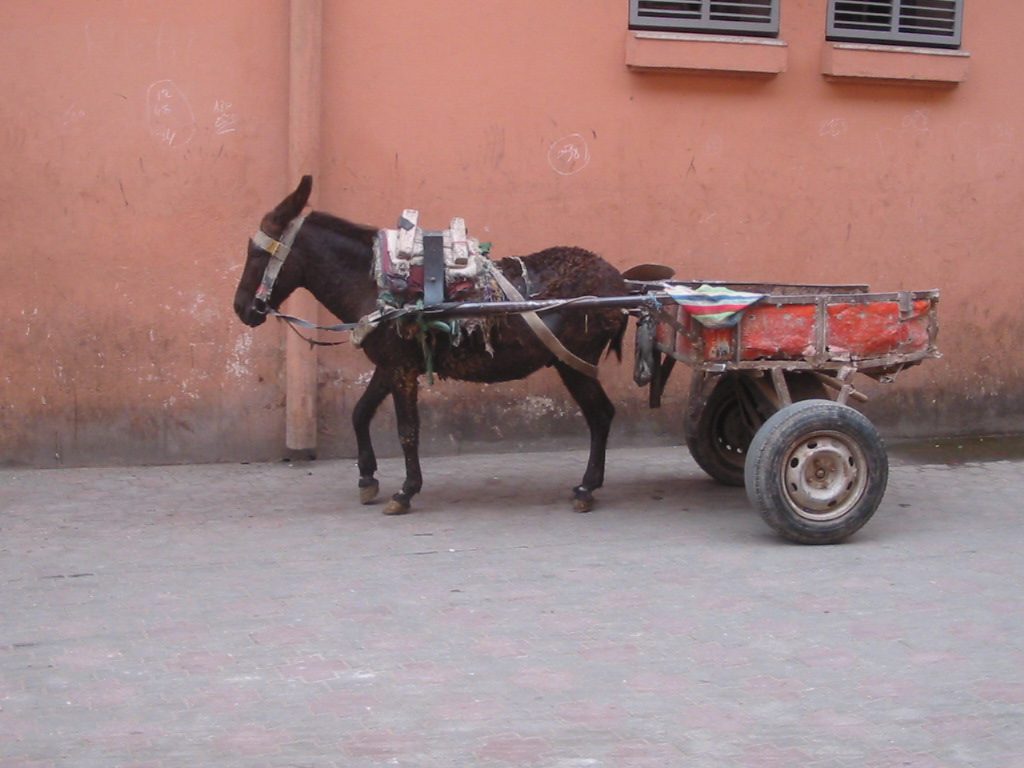
الاغ در مراکش یک وسیله نقلیه چرخدار را یدک می‌کشد
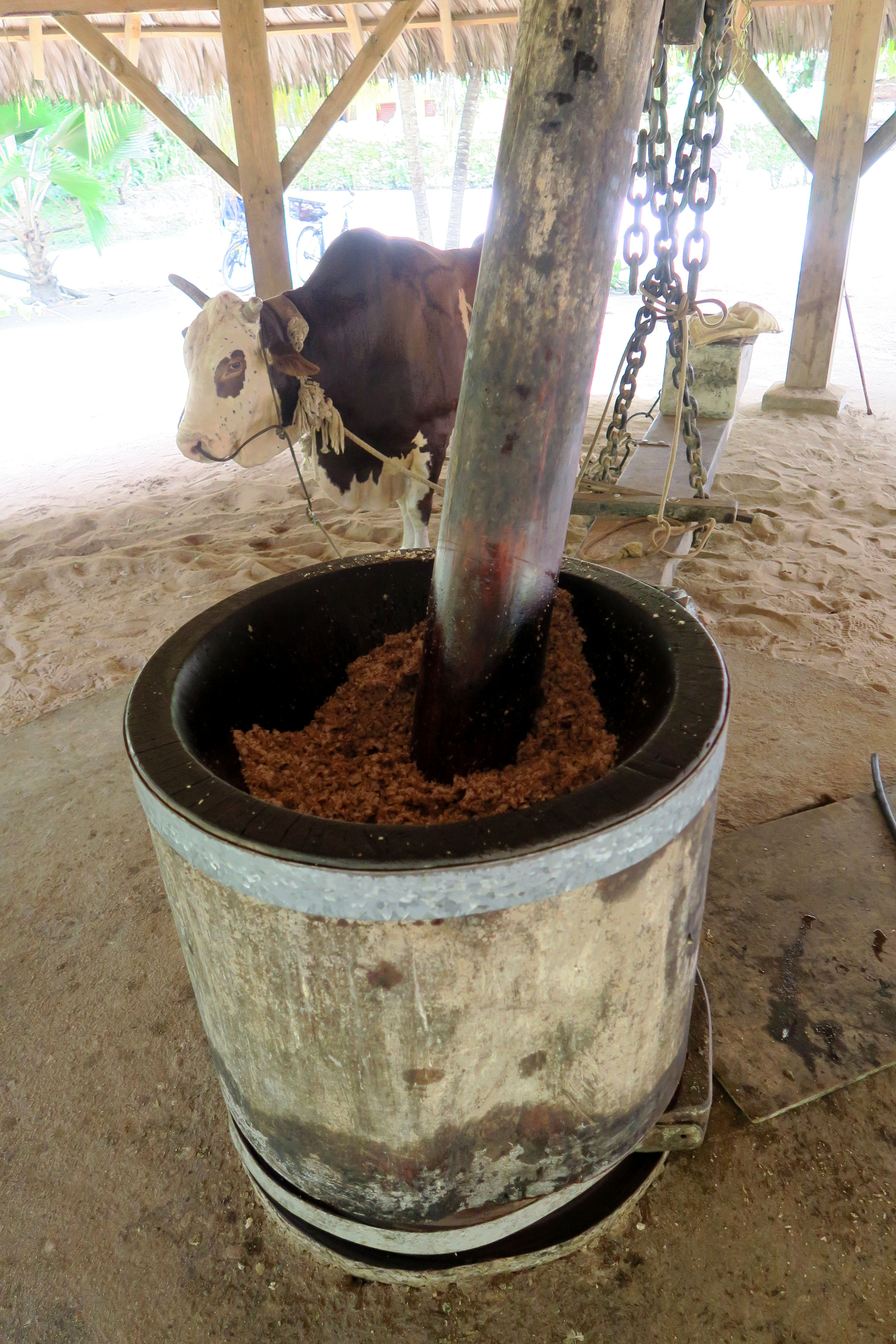
یک دستگاه پرس مغز نارگیل با موتور گاو
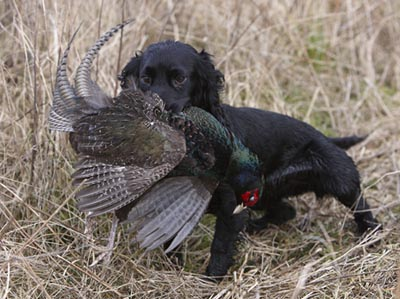
سگی که به عنوان جستجوگر کار می‌کند
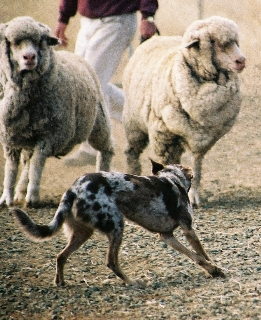
یک سگ کولی در حال مراقبت از گوسفندها